# Token
|  | Flytteforslag Denne side er foreslået flyttet til Token ring. Klik her for at se flytteforslaget. |

I et ring-netværk sendes der en token ((Token-Ring) – (Stafet)) til en computer, hvor så kun den enkelte computer på netværket, sende pakker til de andre.
| Telekommunikation | Spire Denne artikel om telekommunikation er en spire som bør udbygges. Du er velkommen til at hjælpe Wikipedia ved at udvide den. |